# NASCAR Grand National Series 1958
Sezon 1958 w wyścigach NASCAR rozpoczął się 3 listopada 1957 a zakończył 26 października 1958. Zwyciężył Lee Petty, który zdobył 12232 punktów w klasyfikacji generalnej (zwyciężał 7-krotnie).

## Kalendarz i wyniki
| #  | Data            | Nazwa wyścigu              | Tor                             |                   |                   |                  |
| 1  | 3 listopada     | Wyścig 1                   | Champion Speedway               | Rex White         | Lee Petty         | Tiny Lund        |
| 2  | 23 lutego       | Wyścig 2                   | Daytona Beach & Road Course     | Paul Goldsmith    | Curtis Turner     | Jack Smith       |
| 3  | 2 marca         | Wyścig 3                   | Concord Speedway                | Lee Petty         | Curtis Turner     | Speedy Thompson  |
| 4  | 15 marca        | Wyścig 4                   | Champion Speedway               | Curtis Turner     | Gwyn Staley       | Buck Baker       |
| 5  | 16 marca        | Wyścig 5                   | Wilson Speedway                 | Lee Petty         | Buck Baker        | Marvin Panch     |
| 6  | 23 marca        | Wyścig 6                   | Occoneechee Speedway            | Buck Baker        | Marvin Panch      | Speedy Thompson  |
| 7  | 5 kwietnia      | Wyścig 7                   | Champion Speedway               | Bob Welborn       | Frankie Schneider | Speedy Thompson  |
| 8  | 10 kwietnia     | Wyścig 8                   | Columbia Speedway               | Speedy Thompson   | Jack Smith        | Tiny Lund        |
| 9  | 12 kwietnia     | Wyścig 9                   | Piedmont Interstate Fairgrounds | Speedy Thompson   | Jack Smith        | Junior Johnson   |
| 10 | 13 kwietnia     | Wyścig 10                  | Lakewood Speedway               | Curtis Turner     | Joe Weatherly     | Fireball Roberts |
| 11 | 18 kwietnia     | Wyścig 11                  | Southern States Fairgrounds     | Curtis Turner     | Jack Smith        | Johnny Allen     |
| 12 | 20 kwietnia     | Virginia 500               | Martinsville Speedway           | Bob Welborn       | Rex White         | Jim Reed         |
| 13 | 25 kwietnia     | Wyścig 13                  | Old Dominion Speedway           | Frankie Schneider | Jack Smith        | Rex White        |
| 14 | 27 kwietnia     | Wyścig 14                  | Old Bridge Stadium              | Jim Reed          | Eddie Pagan       | Rex White        |
| 15 | 3 maja          | Wyścig 15                  | Greenville-Pickens Speedway     | Jack Smith        | Buck Baker        | Junior Johnson   |
| 16 | 11 maja         | Wyścig 16                  | Greensboro Fairgrounds          | Bob Welborn       | Lee Petty         | Junior Johnson   |
| 17 | 15 maja         | Wyścig 17                  | Starkey Speedway                | Jim Reed          | Rex White         | Eddie Pagan      |
| 18 | 18 maja         | Wilkes County 160          | North Wilkesboro Speedway       | Junior Johnson    | Jack Smith        | Rex White        |
| 19 | 24 maja         | Wyścig 19                  | Bowman Gray Stadium             | Bob Welborn       | Rex White         | Jim Reed         |
| 20 | 30 maja         | Northern 500               | Trenton Speedway                | Fireball Roberts  | Junior Johnson    | Lee Petty        |
| 21 | 1 czerwca       | Crown America 500          | Riverside International Raceway | Eddie Gray        | Lloyd Dane        | Jack Smith       |
| 22 | 5 czerwca       | Wyścig 22                  | Columbia Speedway               | Junior Johnson    | George Dunn       | Fred Harb        |
| 23 | 12 czerwca      | Wyścig 23                  | New Bradford Speedway           | Junior Johnson    | Lee Petty         | Bob Duell        |
| 24 | 15 czerwca      | Wyścig 24                  | Reading Fairgrounds             | Junior Johnson    | Eddie Pagan       | Buck Baker       |
| 25 | 25 czerwca      | Wyścig 25                  | Lincoln Speedway                | Lee Petty         | Buck Baker        | Bob Welborn      |
| 26 | 28 czerwca      | Buddy Shuman 250           | Hickory Motor Speedway          | Lee Petty         | Junior Johnson    | Speedy Thompson  |
| 27 | 29 czerwca      | Wyścig 27                  | Asheville-Weaverville Speedway  | Rex White         | Buck Baker        | Speedy Thompson  |
| 28 | 4 lipca         | Raleigh 250                | Raleigh Speedway                | Fireball Roberts  | Buck Baker        | Rex White        |
| 29 | 12 lipca        | Wyścig 29                  | McCormick Field                 | Jim Paschal       | Cotton Owens      | Rex White        |
| 30 | 16 lipca        | Wyścig 30                  | State Line Speedway             | Shorty Rollins    | Bob Duell         | Ken Johnson      |
| 31 | 18 lipca        | Wyścig 31                  | Canadian Exposition Stadium     | Lee Petty         | Cotton Owens      | Jim Reed         |
| 32 | 19 lipca        | Wyścig 32                  | Civic Stadium                   | Jim Reed          | Cotton Owens      | Johnny Mackison  |
| 33 | 25 lipca        | Wyścig 33                  | Monroe County Fairgrounds       | Cotton Owens      | Buck Baker        | Speedy Thompson  |
| 34 | 26 lipca        | Wyścig 34                  | Wall Stadium                    | Jim Reed          | Rex White         | Buck Baker       |
| 35 | 2 sierpnia      | Wyścig 35                  | Bridgehampton Raceway           | Jack Smith        | Cotton Owens      | Jim Reed         |
| 36 | 7 sierpnia      | Wyścig 36                  | Columbia Speedway               | Speedy Thompson   | Bob Welborn       | Cotton Owens     |
| 37 | 10 sierpnia     | Nashville 200              | Music City Motorplex            | Joe Weatherly     | Bob Welborn       | Larry Frank      |
| 38 | 17 sierpnia     | Western North Carolina 500 | Asheville-Weaverville Speedway  | Fireball Roberts  | Bob Welborn       | Lee Petty        |
| 39 | 22 sierpnia     | Wyścig 39                  | Bowman Gray Stadium             | Lee Petty         | Shorty Rollins    | Jim Reed         |
| 40 | 23 sierpnia     | Wyścig 40                  | Rambi Raceway                   | Bob Welborn       | Buck Baker        | Shorty Rollins   |
| 41 | 1 września      | Southern 500               | Darlington Raceway              | Fireball Roberts  | Buck Baker        | Shorty Rollins   |
| 42 | 5 września      | Wyścig 42                  | Southern States Fairgrounds     | Buck Baker        | Speedy Thompson   | Shorty Rollins   |
| 43 | 7 września      | Wyścig 43                  | Fairgrounds Raceway             | Fireball Roberts  | Buck Baker        | Lee Petty        |
| 44 | 7 września      | Wyścig 44                  | California State Fairgrounds    | Parnelli Jones    | Bob Ross          | Danny Weinberg   |
| 45 | 12 września     | Wyścig 45                  | Gastonia Fairgrounds            | Buck Baker        | Lee Petty         | Bob Welborn      |
| 46 | 14 września     | Richmond 200               | Richmond International Raceway  | Speedy Thompson   | Lee Petty         | Tommy Irwin      |
| 47 | 28 września     | Wyścig 47                  | Occoneechee Speedway            | Joe Eubanks       | Doug Cox          | Buck Baker       |
| 48 | 5 października  | Wyścig 48                  | Salisbury Speedway              | Lee Petty         | Buck Baker        | Cotton Owens     |
| 49 | 12 października | Old Dominion 500           | Martinsville Speedway           | Fireball Roberts  | Speedy Thompson   | Rex White        |
| 50 | 19 października | Wilkes 160                 | North Wilkesboro Speedway       | Junior Johnson    | Glen Wood         | Speedy Thompson  |
| 51 | 26 października | Wyścig 51                  | Lakewood Speedway               | Junior Johnson    | Fireball Roberts  | Lee Petty        |

## Klasyfikacja końcowa – najlepsza 10
| Poz. | Kierowca        | Pkt   |
| ---- | --------------- | ----- |
|      | Lee Petty       | 12232 |
|      | Buck Baker      | 11588 |
|      | Speedy Thompson | 8792  |
| 4    | Shorty Rollins  | 8124  |
| 5    | Jack Smith      | 7666  |
| 6    | L.D. Austin     | 6972  |
| 7    | Rex White       | 6552  |
| 8    | Junior Johnson  | 6380  |
| 9    | Eddie Pagan     | 4910  |
| 10   | Jim Reed        | 4762  |